# Paul Scudo
Paul Scudo est un critique musical et musicographe français d'origine italienne, né à Venise le 6 juin 1806 et mort à Blois le 14 octobre 1864.

## Biographie
Paul Scudo naît le 8 juin 1806 à Venise,,.
Il grandit en Allemagne avant d'entrer vers 1824 à l'Institution royale de musique classique et religieuse d'Alexandre-Étienne Choron. Il chante un petit rôle en 1825 dans Il viaggio a Reims de Rossini, étudie l'harmonie avec Hippolyte Chélard, et poursuit sa formation à l'école de Choron, où il devient professeur de chant en 1829 et 1830,.
Après la Révolution de juillet, il travaille comme clarinettiste dans un régiment militaire, puis comme professeur de musique et de langues à Tours et à Vendôme. Il revient à Paris, où il fait carrière comme critique musical influent, collaborant à partir de 1840 à de nombreux périodiques, à la Revue des deux mondes, à la Revue indépendante, au Siècle, à la Revue de Paris, à la Revue et gazette musicale de Paris et à L'Art musical,.
Dans ce cadre, Scudo est l'un des « plus fidèles ennemis » de la musique de Berlioz. Il est aussi le seul journaliste à critiquer Les Grotesques de la musique lors de leur parution en 1859. Il est vrai que, sans le nommer, Berlioz le désigne dans cet ouvrage comme « un Jupiter de la critique », un « illustre et consciencieux Aristarque ». Dans le post-scriptum de ses Mémoires, l'auteur de la Symphonie fantastique le désigne comme un « monomane », qui l'attaque toujours avec acharnement. 
Paul Scudo n'est pas plus un défenseur de Richard Wagner. Charles Baudelaire, dans un article consacré au compositeur allemand, dépeint Scudo « agité et prétentieux dans l'expression de ses sentences antiwagnériennes », ainsi que l'exprime Joseph-Marc Bailbé. 
Pierre Citron suppose que l'hostilité de Scudo à l'égard d'Hector Berlioz serait due à une attaque de ce dernier contre la musique italienne. Cependant, la remarque du compositeur français se révèle justifiée. Paul Scudo est interné dans un sanatorium, où il meurt en 1864,.

## Œuvres
Comme compositeur, Paul Scudo est l'auteur de nombreuses romances, genre musical dont il a écrit l'histoire (1832), sur des poèmes de Victor Hugo (dont La captive sur un poème des Orientales), Alfred de Musset, Alphonse de Lamartine et Maurice-Saint-Aguet (dont Le Fil de la vierge), notamment,.
Il est également l'auteur d'un roman musical, Le Chevalier Sarti (1857), et a rassemblé ses articles de critiques en plusieurs recueils :
- Critique et littérature musicale (1850 ; 3e édition, 1856) ;
- L'Art ancien et l'Art moderne [...] (1854) ;
- L'Année musicale [...] (Hachette, 1860-1863) ;
- La Musique en 1862 (1863).

## Postérité
Certaines critiques de Paul Scudo ont été retenues par Nicolas Slonimsky dans son Lexicon of Musical Invective (Lexique d'invectives musicales), anthologie de critiques négatives s'attaquant à des chefs-d'œuvre de la musique classique ou à de grands maîtres de son temps :

« Non seulement M. Berlioz n'a pas d'idées mélodiques, mais lorsqu'une idée lui arrive, il ne sait pas la traiter, car il ne sait pas écrire. »

— Critique et Littérature Musicales, Paris, 1852.

« Quand M. Wagner a des idées, ce qui est rare, il est loin d'être original ; quand il n'en a pas, il est unique et impossible. »

— L'année Musicale, Paris, 1862.

« Nous dirons fort peu de choses des compositions de M. Liszt. Sa musique est à peu près inexécutable pour tout autre que lui ; ce sont des improvisations sans ordre et sans idées, aussi prétentieuses que bizarres. »

— Critique et Littérature Musicales, Paris, 1852.

« M. Verdi est un musicien de décadence. Il en a tous les défauts, la violence du style, le décousu des idées, la crudité des couleurs, l'impropriété du langage. »

— La Revue des deux Mondes, Paris, 15 décembre 1856.

« M. Gounod a le malheur d'admirer certaines parties des derniers quatuors de Beethoven. C'est la source troublée d'où sont sortis tous les mauvais musiciens de l'Allemagne moderne, les Liszt, les Wagner, les Schumann, sans omettre Mendelssohn pour certaines parties de son style. »

— La Revue des deux Mondes, Paris, 15 mars 1862.
Dans sa biographie de Debussy, le compositeur Jean Barraqué cite cette dernière critique en ajoutant ce commentaire exaspéré, à propos des mauvais musiciens de l'Allemagne moderne : « On se demande qui étaient les bons ! »

En 1893, Paul Dukas mentionne le critique pour en stigmatiser les fautes professionnelles : 

« Redirons-nous les tristes quolibets du public et de la critique d'il y a trente ans ? Scudo, Azevedo, de Lassalle et autres, où êtes-vous ? Que sont devenus le si spirituel X…, le non moins irrésistible Z… et tant d'infaillibles oracles qui donnèrent à Berlioz le coup de pied du feuilletonniste ? Que sont devenues tant d'œuvres qu'ils proclamaient immortelles, tant d'autres qu'ils décrétaient mort-nées ? Le temps a marché, l'éducation musicale s'est perfectionnée. »